# Tears
Tears var en glamrockgrupp, bildad 1968 i Katrineholm i Sverige. Den bestod av Lars ”Fubbe” Furberg sång, Eddie ”Eddan” Eriksson gitarr och Matti Vuorinen bas. Trumslagarna varierade dock. Ursprungligen spelade Bengt Walters trummor, sedan kom Thomas "Tompa" Eriksson, därefter Hans Fogelberg och sedan kom Tompa Eriksson tillbaka och därefter åter Hans Fogelberg.
På första LP:n Tears 1974 spelar Hans Fogelberg trummor och på den andra LP:n Rocky-T sitter Thomas Tompa Ericsson vid trummorna. Tompa Ericsson hade dock redan tidigare spelat trummor i gruppen och hans syster Gunilla hade en tid också varit gruppens organist. Senare lämnade Eriksson och Fogelberg gruppen, och ersattes av Jan-Egil Bogwald och Roald Olsen. Bogwald och Furberg, bildade senare, efter att Tears lade ner, nya gruppen The Radio, tillsammans med bland andra gitarristen Janne Bark, men Tears dyker dock fortfarande upp ibland för enstaka spelningar.
LP:n Tears 1974 inleds med låten The Ballot Band skriven av Furberg och Vuorinen. Det är en framtidsdystopi à la 1984 eller Brave New World. Medborgarna övervakas och styrs bland annat av en magic dator (med dåtidens svenska engelska - alltså inte en computer).
Tears fick 1975 en mindre hit med singeln God Save the 45, som också fanns med på lp:n Rocky T. Tears hade en logotyp bestående av en flicka med hög hatt sittande på en halvmåne. Lars Furbergs flickvän Ewa Kallberg (senare Eklund) anses ha suttit modell för logotypen.
Tears var unika i Sverige på så sätt att man tidigt hämtade inspiration från brittisk och amerikansk sminkpop, till exempel från David Bowie, Marc Bolan och Sweet. Tears envisades också med att fortsätta sjunga på engelska, i en proggens tid då detta ansågs som politiskt inkorrekt. Tears hade glitter på kinderna samtidigt som Abba. I låten Anywhere Anytime Anyone sjunger de att det är bättre att ge ägg åt svältande än att kasta dem på personer, vilket till exempel vänstermänniskor gjorde mot USA:s Sverigeambassadör Jerome Holland, i protest mot Vietnamkriget.
Gruppens ledare Matti Vuorinen blev senare politiker för vänsterpartiet i Nynäshamn och har varit kulturskolechef på Gotland.
År 2008 gav Universal Records ut den samlings-cd:n TEARS 1973–1978 We All Like Music Don’t We?.
Tears återförenades och uppträdde i samband med Katrineholms 100-årsjubileum på Stora Djulö den 12 augusti 2017.
År 2021 sändes på SVT dokumentären Glam, Sweat and Tears av Jovan Radomir m fl. I programmet medverkade bl a journalisten (och sedermera psykologen) Ulf Gustavsson, som på 1970-talet skrev flera artiklar om bandet i Katrineholms-Kuriren.
Den 7 juli 2022 uppträdde Tears med både gamla och två nya låtar i Katrineholms stadspark. Hans Fogelberg spelade trummor. Tears var då förstärkta med två körande bakgrundssångare. En av dessa var Lars Furbergs dotter Fanny Furberg. De nya låtarna planeras att släppas hösten 2022.[uppföljning saknas] Lars Furberg både sjöng och spelade gitarr. På 1970-talet sjöng han enbart. Gruppen introducerades av Jovan Radomir.
På 1970-talet var Hans Fogelbergs hustru Agneta Henriksson Fogelberg (född 1954) vokalist i det sörmländska dansbandet Stenberghs. I denna orkester spelade hennes bror Tomas Henriksson bas. Gruppen gav 1976 ut LP-skivan Stenberghs med Agneta Henriksson (GM Productions AB GLP 7612).
Tears' manager CeGe Ahlqvist skrev låten "Messalina". Trots detta uppges felaktigt Camilla Ahlqvist som kompositör till denna låt på flera internetsajter. CeGe Ahlqvist var också discjockey. På LP-versionen av "Messalina" - men inte på singelversionen (baksida till "Ooh Lah") - kommer en snutt av låten efter uttoningen tillbaka men spelad baklänges.

## Diskografi

### Album
- Tears (vinyl lp) (1974) Gazell

(populärt kallat "Det rosa albumet", nyutgåva på CD och vinyl (2022) med nyinspelat extraspår Gold Digger).
- Rocky T (vinyl lp) (1975) Gazell
- Romantic (vinyl lp) (1976) Gazell
- Tears (cd) Sonet
- 1973–1978 – We All Like Music Don’t We? (cd) (2008) Universal Music

### EP och singlar
- Ditt Minne / Anywhere, Any Time, Any One  (1973) (EFEL SEF 77)
- King Of Clowns / Dear Ann (1973) (Gazell C-723)
- Ooh Lah / Messalina (1974) (Gazell C-282)
- God Save The 45 (1975) (Gazell)
- Stranger in town / Ollie (1974) (Gazell)